# Thomas Nigg
Thomas Nigg (28 giugno 1983) è un ex calciatore liechtensteinese, di ruolo centrocampista.

## Carriera

### Nazionale
Ha collezionato 10 presenze con la propria Nazionale.